# Altes Rathaus Chrudim

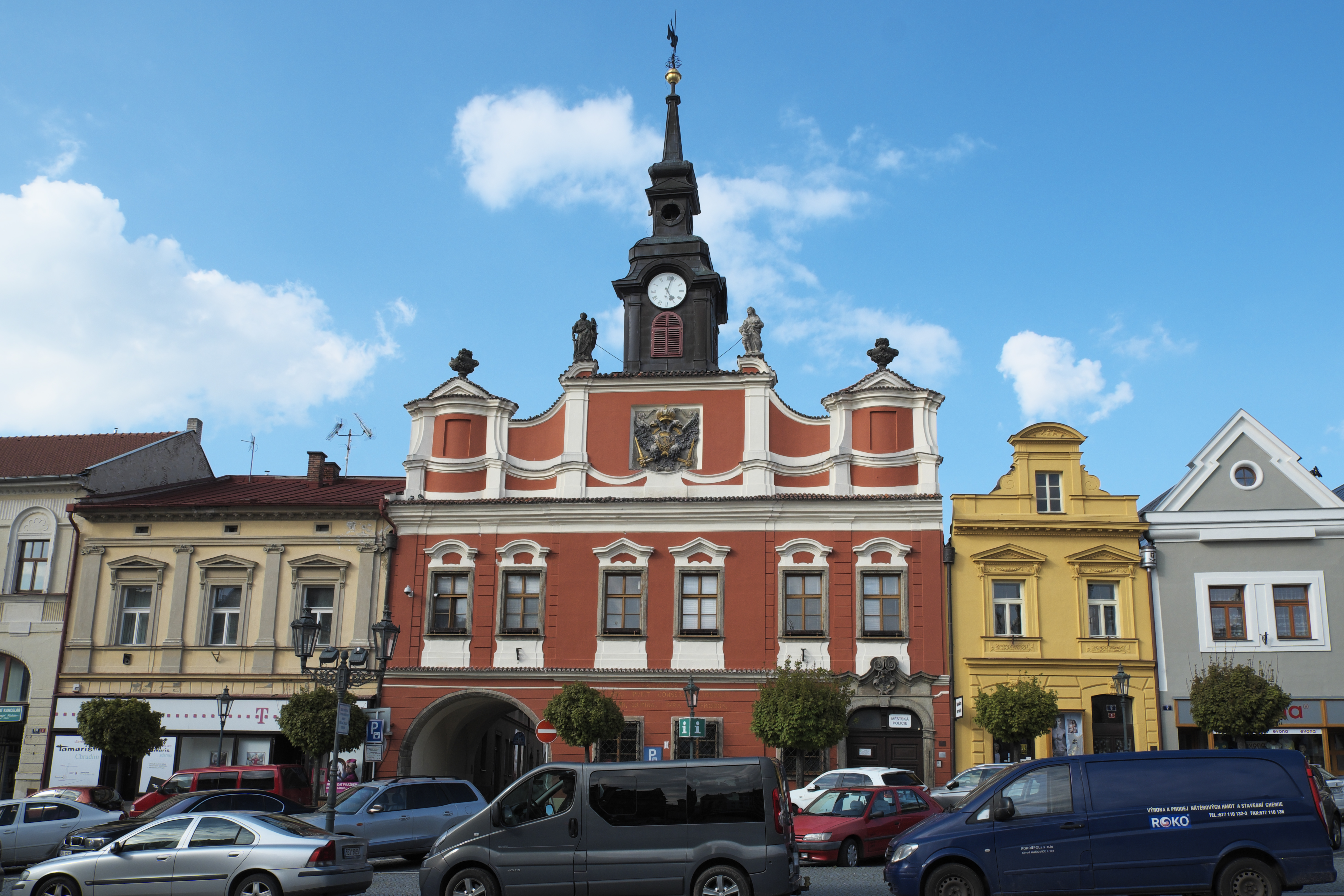
Altes Rathaus in Chrudim

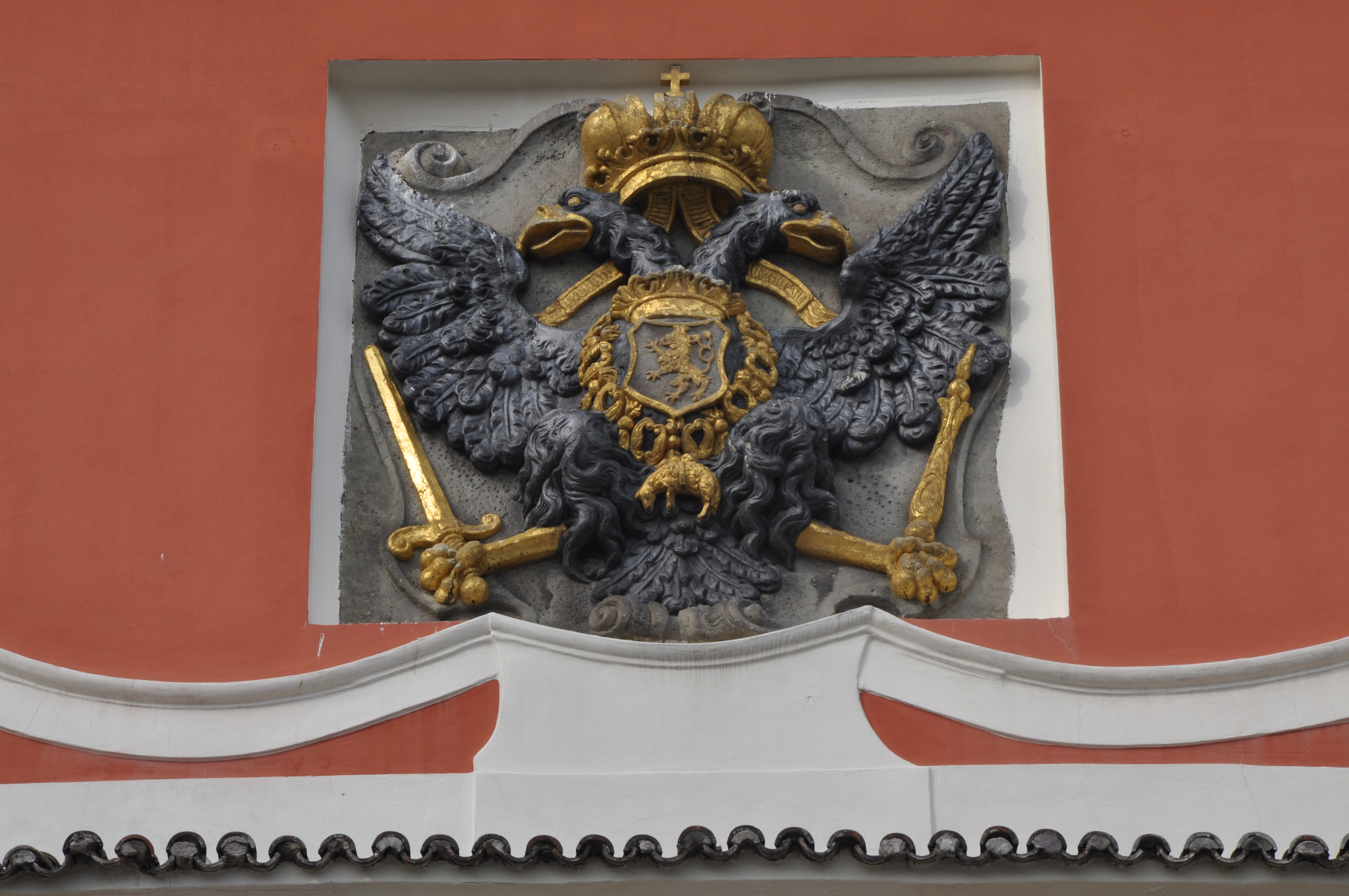
Wappenstein

Das Alte Rathaus in Chrudim, einer tschechischen Stadt im Okres Chrudim der Pardubitzer Region, wurde in spätgotischer Zeit errichtet und 1721 im Stil des Barocks umgestaltet. Das Rathaus gegenüber der Pfarrkirche ist ein geschütztes Kulturdenkmal.
Das zweigeschossige Gebäude besitzt einen Dachreiter mit Uhr und Laterne. Am Giebel ist ein Wappenstein mit dem Habsburger Doppeladler angebracht, dem Stadtwappen von Chrudim.